# The Gambler (pel·lícula de 1974)
The Gambler és una pel·lícula dramàtica estatunidenca, escrita per James Toback i dirigida per Karel Reisz, estrenada l'any 1974, amb James Caan en el paper del jugador i personatge central Axel Freed.
La pel·lícula és una adaptació de la novel·la El jugador de l'escriptor rus Fiodor Dostoïevski, publicat l'any 1866. El desembre de 2014 surt un remake dirigida per Rupert Wyatt titulat The Gambler, amb Mark Wahlberg.

## Argument
Professor de literatura, Alex Freed és presoner del seu vici pel joc. Quan ha perdut tots els seus diners, manlleva a la seva promesa, a la seva mare. Quan els seus propers ja no li són de cap ajuda, es tomba cap a perillosos malfactors amb qui tindrà diners. Malgrat tot això, no pot aturar-se de jugar.

## Repartiment
- James Caan: Axel Freed
- Paul Sorvino: Hips
- Lauren Hutton: Billie
- Morris Carnovsky: A. R. Lowenthal
- Jacqueline Brookes: Naomi Freed
- Burt Young: Carmine
- Carmine Caridi: Jimmy
- Vic Tayback: One
- Carl W. Crudup: Spencer
- Steven Keats: Howie
- London Lee: Monkey
- Allan Rich: Bernie
- el Sr. Emmet Walsh: Un jugador a Las Vegas
- James Woods: L'empleat de banca
- Richard Foronjy: Donny
- Frank Sivero: El xofer de Donny
- Antonio Fargas: Pimp

## Nominacions
- Globus d'Or al millor actor dramàtic per James Caan